# Rudolf Huber-Wilkoff
Rudolf Huber-Wilkoff (* 1936 in München) ist ein deutscher Künstler, Grafikdesigner, Kurator und Verleger.

## Leben und Wirken
Huber-Wilkoff studierte von 1957 bis 1963 Grafikdesign und Malerei an der Graphischen Akademie München. Er lebte bis 1974 in München. Seit 1974 lebt und arbeitet er auf einem Vierseithof in Kottigstelzham bei Simbach am Inn. Seit 1965 ist er freischaffender Künstler und beschäftigt sich mit Zeichnung, Skulptur, Installation, Druckgrafik und Malerei.
Mitte der 60er bis Anfang der 70er-Jahre gehörte er zu den Vertretern der Neuen Figurativen Malerei in Deutschland. Von 1972 bis 1984 legte er eine Kunstpause ein. Ab 2001 verfertigt Peter Assmann mit Huber-Wilkoff Gemeinschaftsarbeiten in verschiedenen Techniken. Die Werke leben vom Dialog zwischen Bild und Sprache, wobei die Künstler auch ihre Rollen tauschen. Im Juli 2022 wurde Huber-Wilkoff mit dem Kulturpreis des Landkreises Rottal-Inn ausgezeichnet.
Das Werk von Rudolf Huber-Wilkoff ist gekennzeichnet durch die Arbeit in zahlreichen künstlerischen Medien sowie durch die Verwendung von Bild- und Textvorlagen aus den Massenmedien und von Objekten aus Natur und Alltag. Rudolf Huber-Wilkoff setzt sich mit den Codes, der optischen Signalsetzung des Alltäglichen auseinander, stellt Gegenwärtiges in Beziehung zu Vergänglich-Vergangenem.

## Werke
Werke befinden sich in der Kunstsammlung des Landes Oberösterreich, der Staatlichen Graphischen Sammlung München und der Stadt Simbach.

## Ausstellungen (Auswahl)
Einzelausstellungen
- Kubin-Haus Zwickledt, Oberösterreichische Landesmuseen und Kunstverein Passau, 2006
- Galerie MAERZ, Linz, 2000
- Stifterhaus-Galerie, Linz, 1996/1997
- Museum Moderner Kunst, Passau, 1993
- Kunstverein Salzburg, 1989

Gemeinschaftsausstellungen
- Deutschland fliegt zum Mond, Deutsche Kunst der 60er Jahre, Oberösterreichische Landesgalerie, 2003
- Von Anfang an, Kunstverein Salzburg, 2002
- Zeichnung und Medium Fotokopie, Internationales Symposium und Ausstellung des OÖ. Landesmuseums Linz in Gmunden, 1997
- Mit Peter Assmann, Sommergalerie Zöbing, 2014

## Auszeichnungen
- Atelierstipendium am Künstlerhaus Bethanien, Berlin (1990/91)
- Stipendium des Senats für Kultur, Berlin (1992)
- Projektförderung durch den Deutschen Kunstfonds, Bonn (1993)
- Atelierstipendium des Landes Oberösterreich (2011)
- Kulturmedaille der Stadt Simbach (2012)

## Werke in öffentlichen Sammlungen
- Landesmuseum Linz
- Sprengel Museum Hannover
- Bayerische Staatsgemäldesammlung
- Staatliche Graphische Sammlung München
- Die Neue Sammlung München
- Pinakothek der Moderne München
- Museum of Modern Art New York
- New York Public Library
- Museum Moderner Kunst Passau
- Sammlung Deutsche Bank
- ZKM Karlsruhe
- Kunstmuseum Stuttgart
- Franz Marc Museum Kochel
- Egon Schiele Art Centrum Krumau
- Deutsche Nationalbibliothek Berlin
- Bayerische Staatsbibliothek München
- Deutsches Literaturarchiv Marbach
- Oberhausmuseum Passau